# Салери, Иван Григорьевич
Иван Григорьевич Салери (Салерий) (1806—1887) — генерал-майор, герой Венгерского похода 1849 года.

## Биография
Родился в мае 1806 года в селе Подлужна Волынской губернии.
В военную службу вступил в 1827 году в полевую артиллерию. В 1831 году принимал участие в кампании против восставших поляков. 4 мая 1833 года произведён в прапорщики 15-й артиллерийской бригады.
К 1849 году Салери был штабс-капитаном лёгкой № 7 батареи 15-й артиллерийской бригады, в рядах которой совершил поход в Венгрию, был контужен и за боевые отличия был удостоен ордена св. Владимира 4-й степени с бантом. 24 декабря 1849 года он был награждён орденом св. Георгия 4-й степени
В воздаяние за отличие, оказанное в деле против мятежных венгров на границе Валахии, 16 марта 1849 года, где находясь с 2 орудиями под сильным огнём неприятельской артиллерии, выказал примерное хладнокровие и мужество.
В 1854 году Салери сражался с турками на Дунае и вновь отличился, за что получил орден св. Анны 3-й степени с бантом.
26 августа 1858 года получил чин подполковника с назначением командиром 3-й батареи 17-й артиллерийской бригады, с 1862 года командовал 1-й батареей 14-й артиллерийской бригады и в следующем году переведён на такую же должность в 33-ю артиллерийскую бригаду. В 1863—1864 годах вновь сражался в Польше с повстанцами и за отличия в боях получил орден св. Анны 2-й степени с мечами.
30 августа 1867 года произведён в полковники, в 1876 году возглавил 2-ю гренадерскую артиллерийскую бригаду. 12 октября 1877 года Салери был произведён в генерал-майоры с назначением состоять по полевой пешей артиллерии, затем состоял в запасных войсках.
В 1881 году вышел в отставку и скончался 10 февраля 1887 года.

## Награды
Среди прочих наград Салери имел ордена:
- Орден Святого Владимира 4-й степени с бантом (1849 год)
- Орден Святого Георгия 4-й степени (24 декабря 1849 года, № 8339 по кавалерскому списку Григоровича — Степанова)
- Орден Святой Анны 3-й степени с бантом (1854 год)
- Орден Святого Станислава 2-й степени (1858 год, императорская корона к этому ордену пожалована в 1868 году)
- Орден Святой Анны 2-й степени с мечами (1863 год, императорская корона к этому ордену пожалована в 1866 году)
- Орден Святого Владимира 3-й степени (1872 год)